# Fort De Bruyn

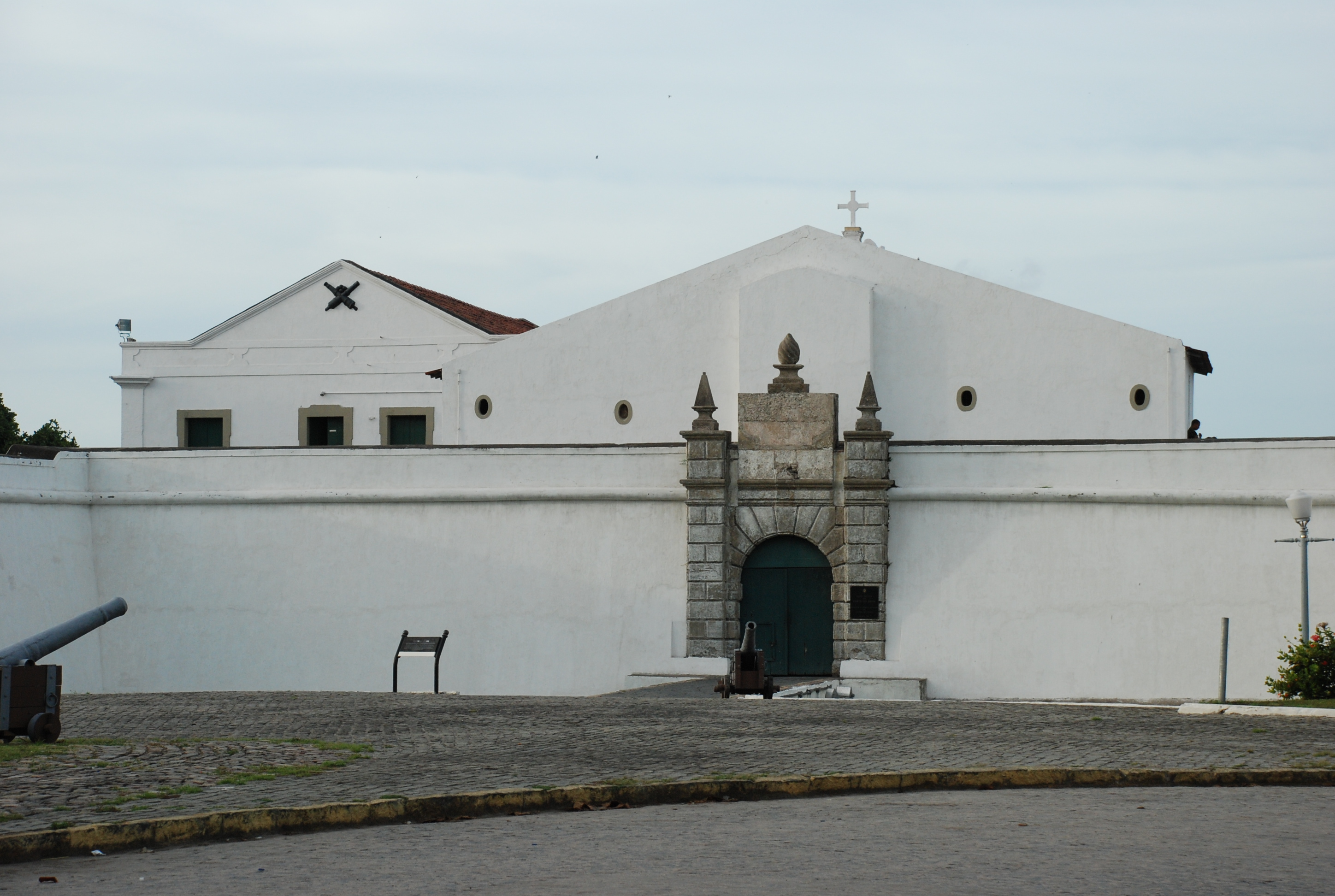

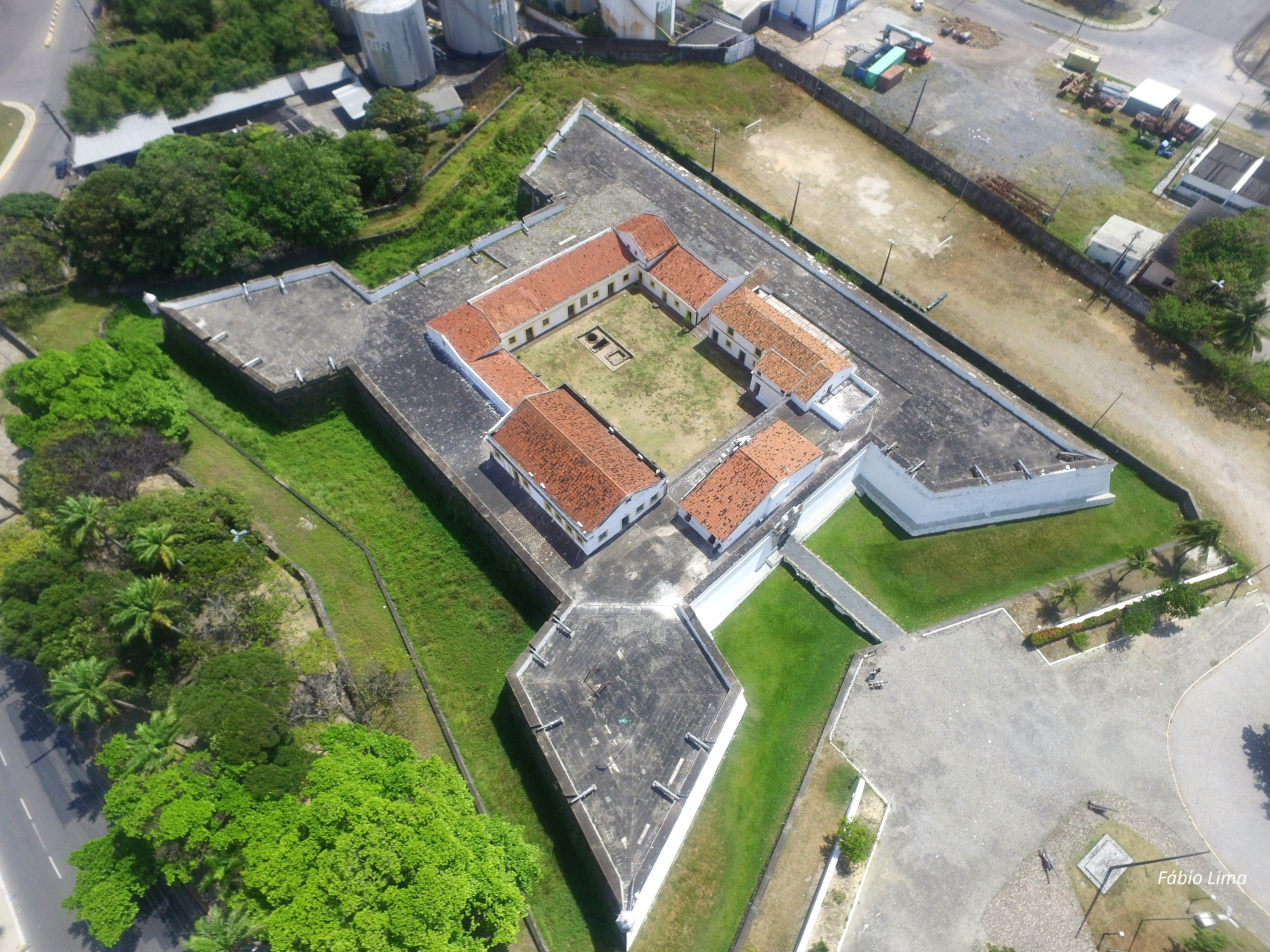

Fort De Bruyn of Forte do Brum is oorspronkelijk een 17e-eeuws fort in Recife in Brazilië.
In eerste instantie hadden de Portugezen hier een schans aangelegd. Na de invasie van Pernambuco in 1630 door de Nederlanders (zie ook het artikel Nederlands-Brazilië), is nog dat jaar op deze locatie een fort gebouwd in het kader van de West-Indische Compagnie (WIC). Het kustfort kreeg een vierkant grondplan met aan de landzijde twee bastions met teruggetrokken flanken om aanvallen over land te verhinderen. De naam van het fort is ontleend aan een commandant of een WlC-bestuurder. Fort De Bruyn vormde samen met de nabijgelegen forten Frederik Hendrik en Driehoek belangrijke werken in de verdedigingslinie die voor dit gebied was aangelegd.
In 1654 kwam het fort in Portugese handen tezamen met 14 stuks geschut uit het fort. In de 18e eeuw volgde een ingrijpende verbouwing/restauratie. Het fort is goed bewaard gebleven.